# 금암기적비
금암기적비(黔巖紀蹟碑)는 조선 정조가 1781년 8월 증조할아버지 숙종의 명릉(明陵, 사적 제98호)을 참배하고 돌아오는 길에 할아버지 영조(재위 1725~1776)의 옛 일을 회상하면서 친히 글을 짓고 써서 건립한 비이다. 1978년 12월 18일 서울특별시의 유형문화재 제38호로 지정되었다.

## 개요
당시 금암은 의주(義州)로 가는 역참(驛站)이었다. 정조는 1781년 8월 명릉을 참배하는 길에 금암에 이르러 할아버지 영조가 남긴 자취를 둘러보고 경기도관찰사에게 오랜 세월에 스러진 참사를 새로 짓고 빈터를 닦아 비를 세우도록 했다.
현재 참사는 없고 비만 남아있을 뿐이다. 비석은 네모난 받침돌 위에 세워져 있고 그 위에 팔작지붕 모양의 지붕돌이 얹혀있다. 비문 말미에 “소자가 왕위를 이은 지 5년째 되는 신축년 가을 팔월 초 길일에 삼가 짓고 써서 15일에 세우다”(小子嗣位之五年辛丑八月初吉日 敬製敬書 十五日立)라고 했듯이 정조가 직접 짓고 쓴 것이다. 글씨는 단정한 정자체로 18세기에 유행되던 서풍이다.

## 비문 요약
비문을 요약하면 다음과 같다.
영조가 연잉군((延礽君)으로 있었을 때인 경종 원년(1721) 8월 15일 부친 숙종의 탄신일을 맞아 명릉을 참배하고 돌아오는 길에 농사(農舍)에서 닷새 동안 머물렀다. 장차 대궐로 돌아가 기거하기 위해 말 한 필과 시동(侍童) 두 명을 데리고 저녁에 출발했는데, 덕수천(德水川)에 이르러 밤이 깊고 불도 없어 금암(黔巖)의 참사(站舍)에서 쉬게 되었다. 그때 어떤 사람이 소를 몰고 앞내를 건너고 있었는데, 뒤따르던 사람이 도둑이라고 알렸다. 영조는 이를 보고 안타까워하며 참장(站將) 이성신(李聖臣)에게 “작년의 흉년으로 기한(飢寒)이 닥친 것이다. 그러나 농부에게 소가 없으면 무엇으로 밭을 갈겠는가? 참장이 비록 낮은 관리이나 그 또한 직책이니 그대가 처리하라”고 했다. 이에 참장은 소를 주인에게 돌려주고 도적을 관청에 알리지 않았다. 날이 밝자 길을 떠나 도성에 도착했는데, 이미 연잉군이 세제(世弟)로 책봉되어 학가(鶴駕, 세자의 수레)가 궁문 밖에서 의례를 갖추고 있었다. 그 뒤 영조 32년(1756년) 봄 영조는 명릉에 일이 있어 거둥하는 차에 그 참사에서 다시 머무르게 되었고, 이에 이성신을 찾았으나 이미 사망한 뒤였으므로 그의 아들 이인량(李寅亮)을 찾아 활과 화살을 하사하고 아비의 옛 관직을 주어 세습하도록 하였다.
정조는 할아버지 영조가 1721년 8월 15일 숙종(1661~1720)의 회갑을 맞이하여 명릉을 참배한 뒤 농사에 머물며 한 마디 말로 백성에게 은덕을 베풀었던 그날이 바로 세제에 책봉되던 날이었음은 하늘이 내린 상서로운 인연이며, 50여 년간 재위하며 세상에 많은 은덕을 베푼 치적의 징조가 바로 그것이었다고 찬미하였다.

## 비명
말미의 명(銘)에서 정조는 다음과 같이 찬미하였다.
상서로운 저 붉은 구름 금암 위에 떠 있네 霱彼彤雲 維巖之上
땅은 비를 피한 듯 산은 무늬돌을 숨긴 듯 地疑避雨 山似隱碭
임금 수레 빛나니 모든 신령 달려와 지키네 重輪發輝 百靈奔衛
비석 오래 남으리니 영조 할아비 쉬신 곳에 龜頭不泐 英考攸憩

## 사진

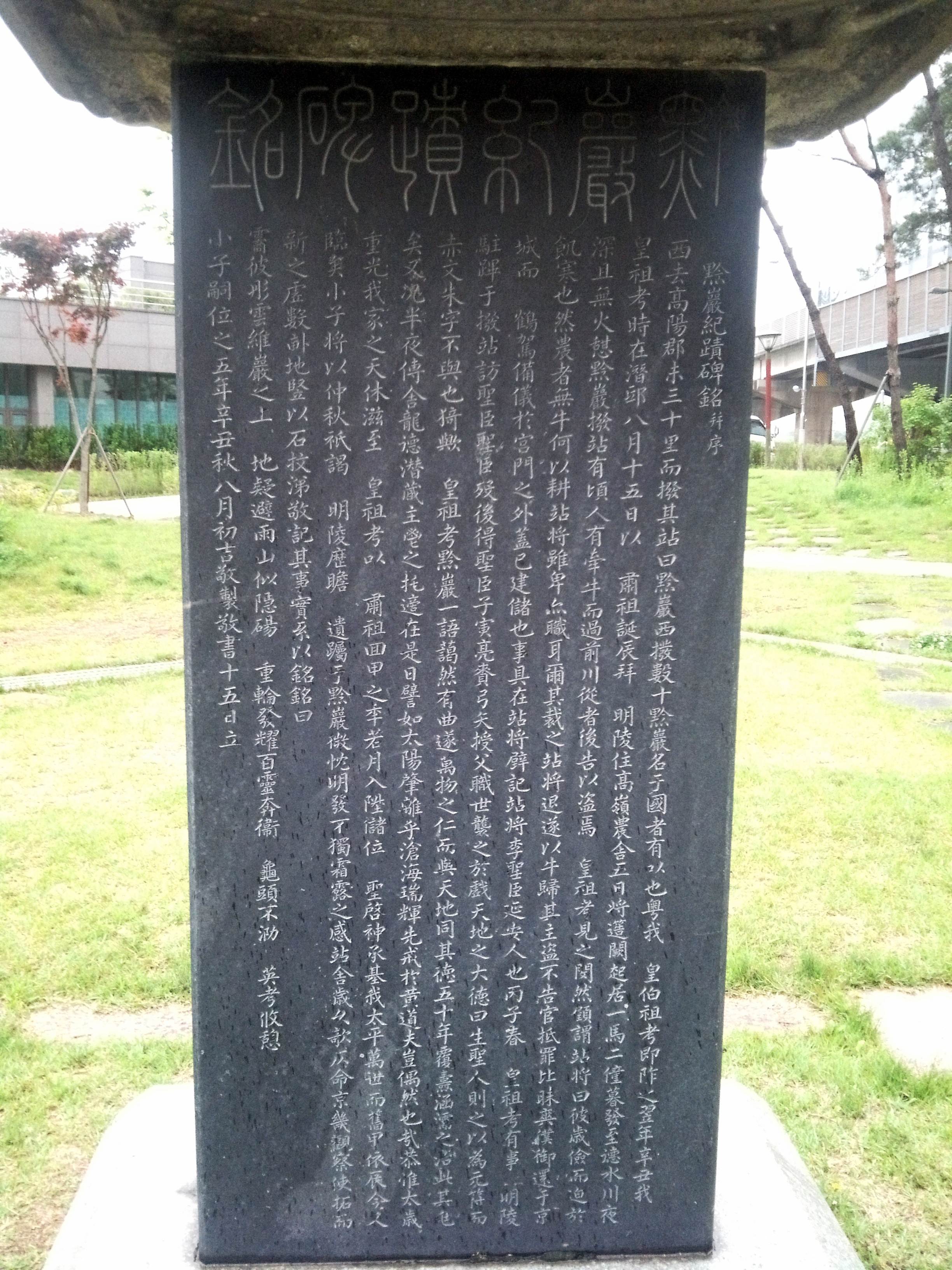
비 몸체
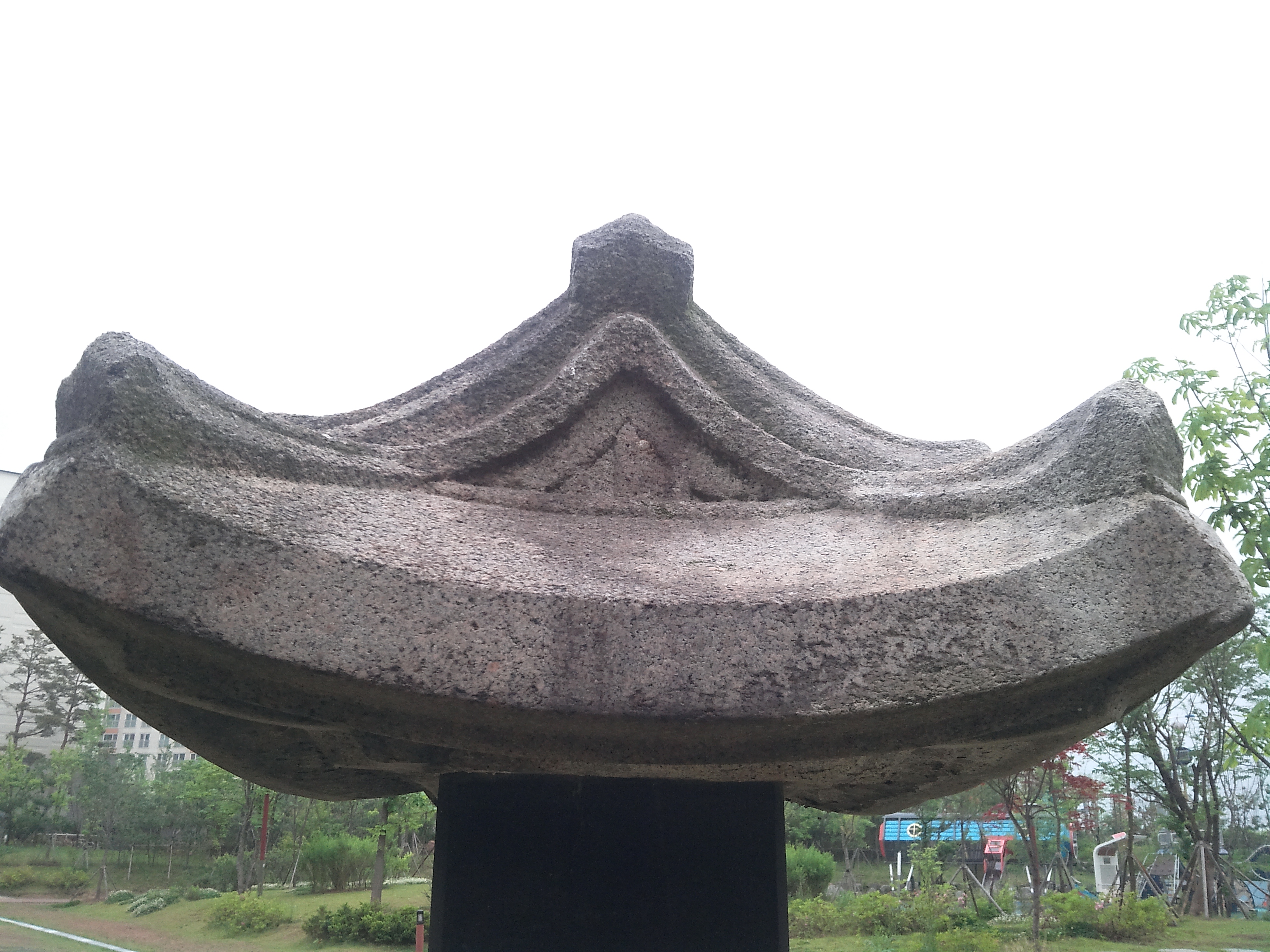
지붕돌
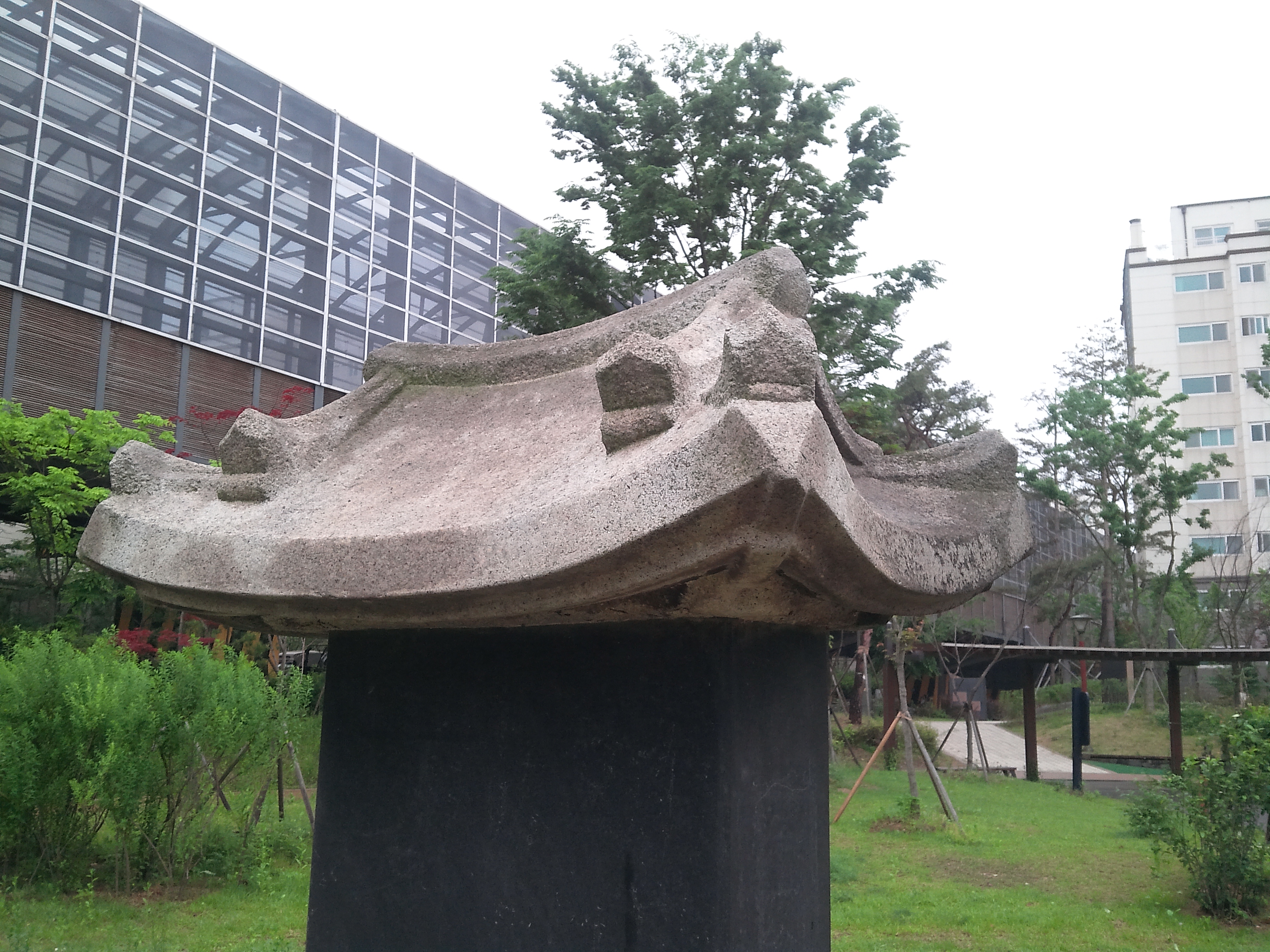
지붕돌
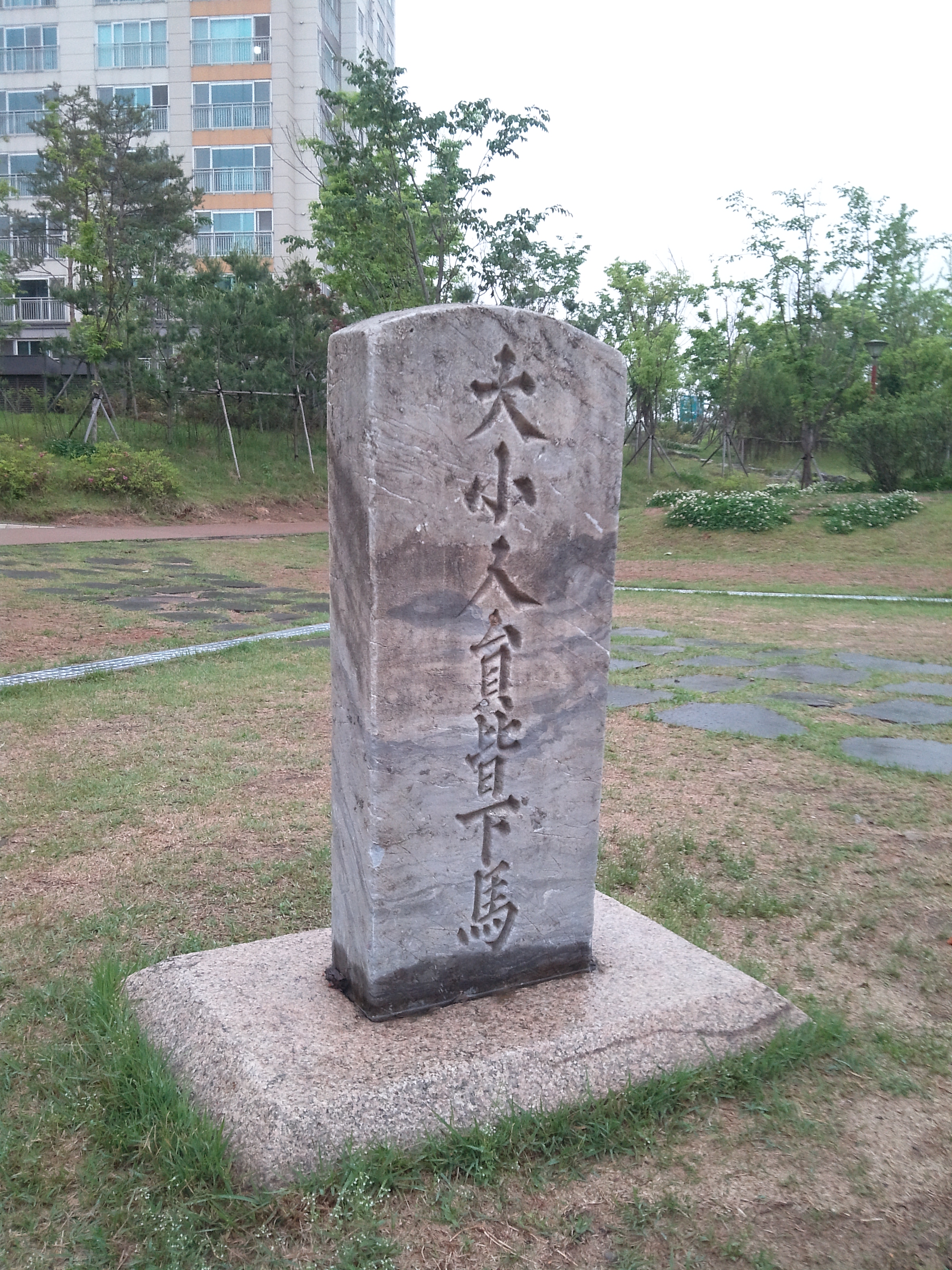
하마비
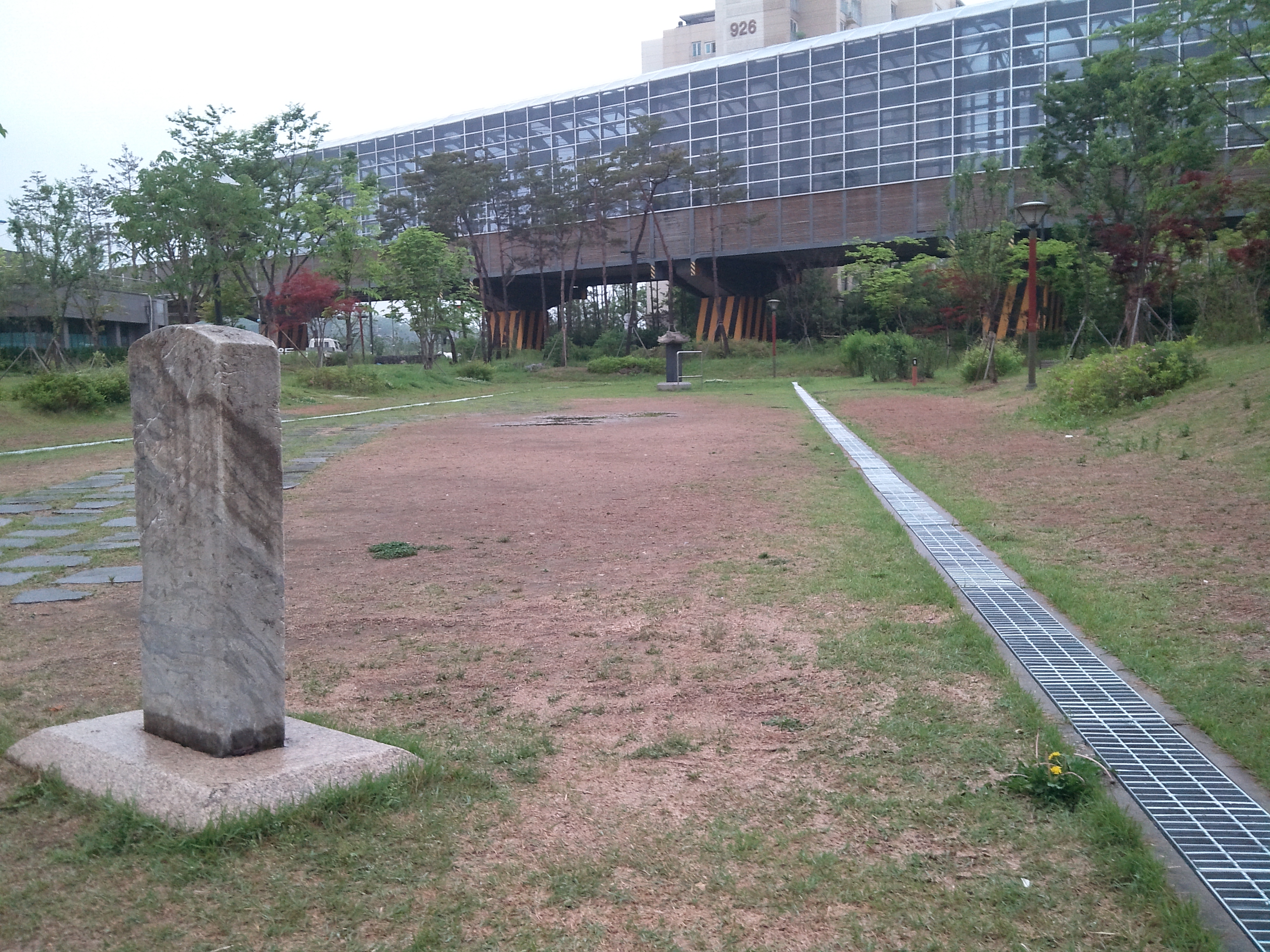
하마비 쪽에서 바라본 금암기적비